# Birgit Sippel

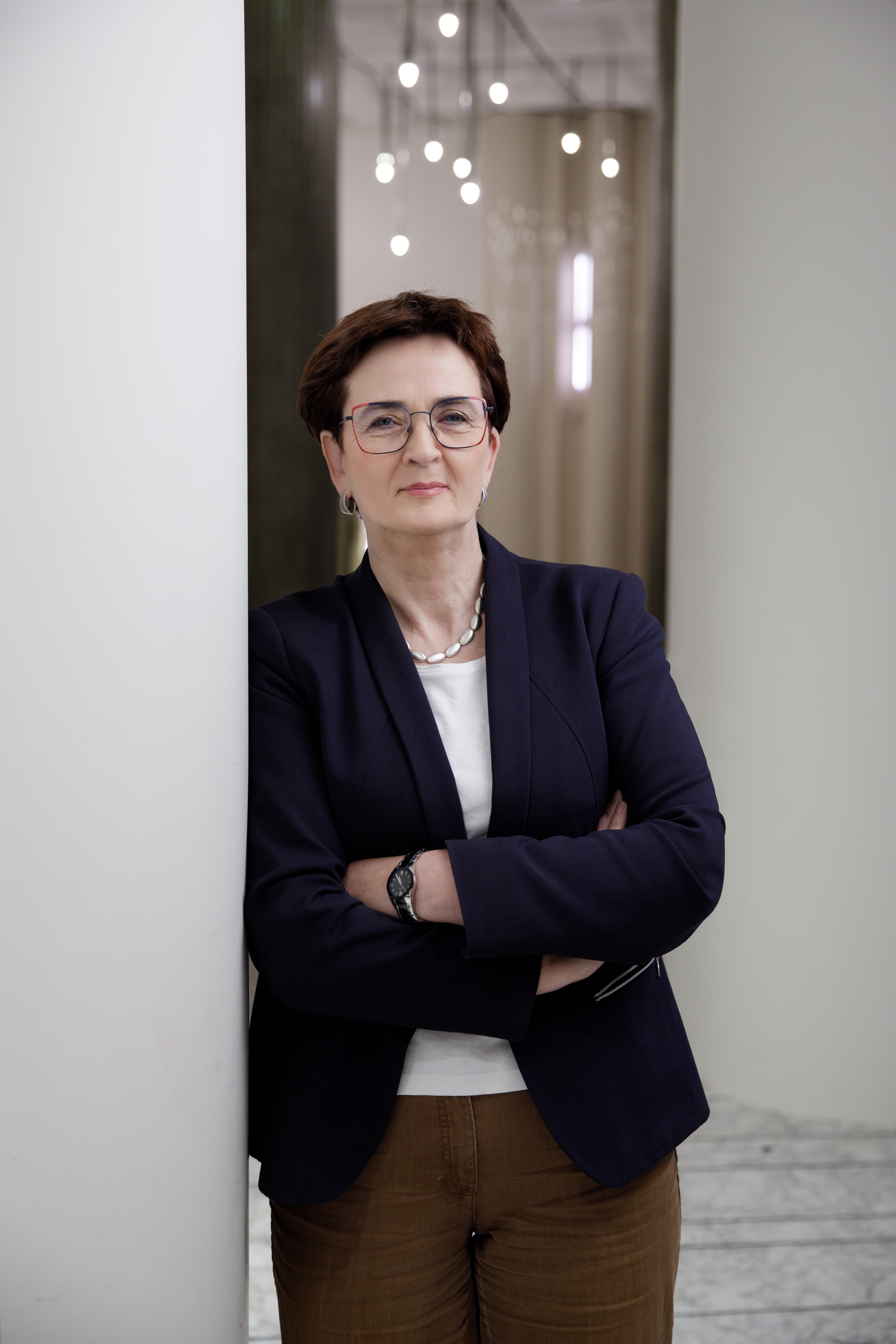
Birgit Sippel (2023)

Birgit Sippel (* 29. Januar 1960 in Bochum) ist eine deutsche sozialdemokratische Politikerin (SPD) und seit der Europawahl 2009 Mitglied des Europäischen Parlamentes. Dort ist sie Koordinatorin (Sprecherin) der Fraktion der Progressiven Allianz der Sozialdemokraten im Europäischen Parlament im Ausschuss für bürgerliche Freiheiten, Justiz und Inneres (LIBE).

## Beruf und Ausbildung
Nach dem Abschluss der Schule absolvierte Sippel eine Ausbildung zur Fremdsprachenkorrespondentin und war in der Verwaltung eines metallverarbeitenden Unternehmens tätig. Später leitete sie das Regionalbüro des Europaabgeordneten Helmut Kuhne in Soest.

## Politischer Werdegang
Im Jahr 1982 trat Birgit Sippel dem Jugendverband Sozialistische Jugend Deutschlands – Die Falken bei, in dem sie bis in die Bezirksebene aktiv war. Im selben Jahr wurde sie Mitglied der SPD und engagierte sich in ihrem Ortsverein Neheim-Hüsten und der Arbeitsgemeinschaft sozialdemokratischer Frauen (ASF). Im Jahr 1983 trat sie zudem der IG Metall bei, für die sie unter anderem als Betriebsrätin tätig war. In den Jahren 1994 bis 2004 war sie Ratsmitglied der Stadt Arnsberg und dort in den Ausschüssen Soziales, Planung sowie Wirtschaft und Beschäftigung aktiv. Von 1996 bis 2010 war Birgit Sippel zudem Mitglied im SPD-Bundesparteirat und von 2003 bis 2018 stellvertretende Vorsitzende der SPD im Westlichen Westfalen. In den Jahren 2005 bis 2010 war sie Vorsitzende des SPD-Unterbezirks Hochsauerlandkreis und ist seit 2010 Mitglied in Landesvorstand und Präsidium der NRW-SPD.
Im Jahr 2004 kandidierte Birgit Sippel zum ersten Mal für das Europäische Parlament. Bei der Europawahl 2009 zog sie als Mitglied der Fraktion der Progressiven Allianz der Sozialdemokraten im Europäischen Parlament in das Europäische Parlament ein.

## Mitglied des Europäischen Parlaments

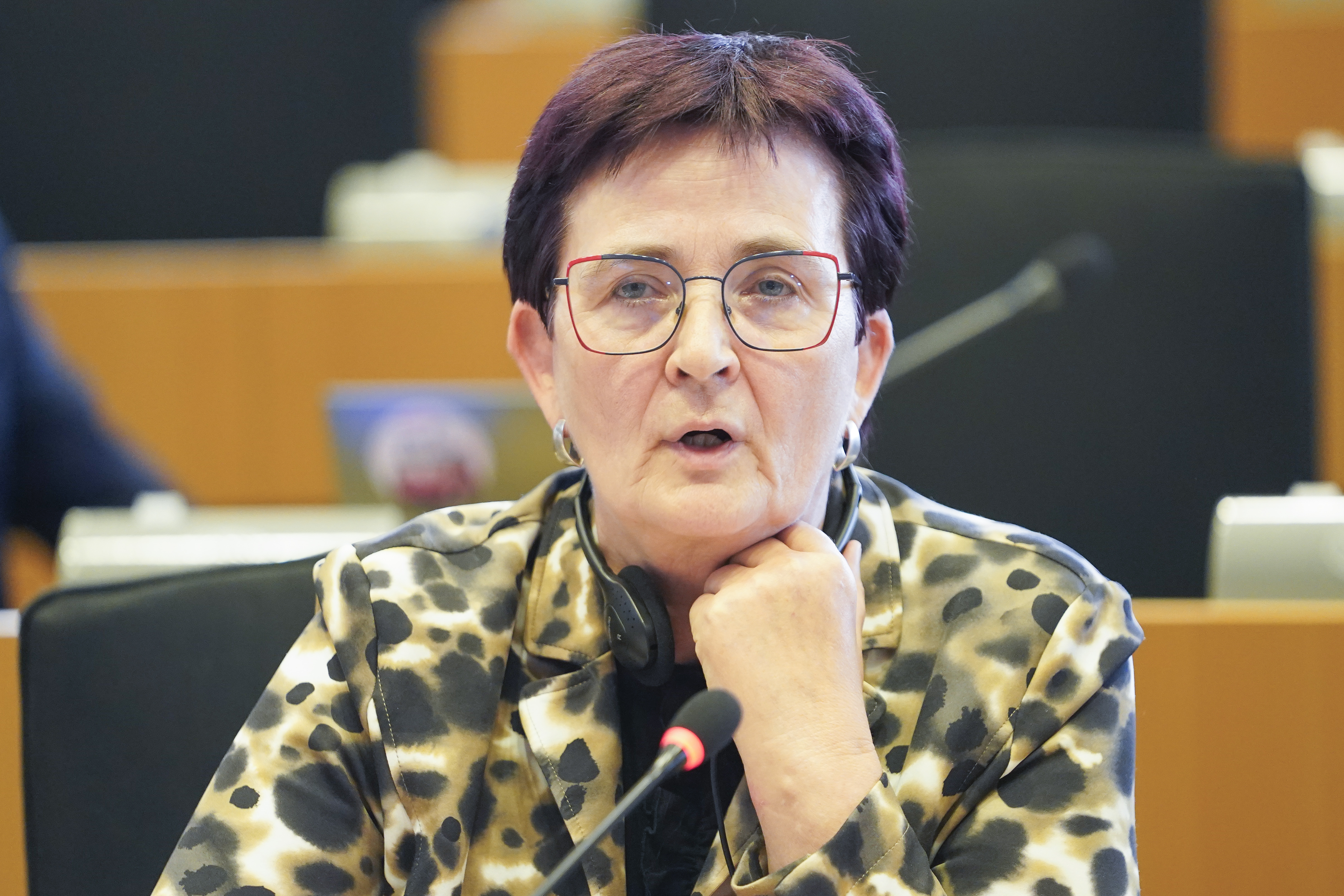
Birgit Siepel ist seit 2009 Mitglied des Europäischen Parlaments

Seit der Europawahl 2009 ist Sippel Mitglied des Europäischen Parlaments und wurde bei den Europawahlen 2014, 2019 und 2024 in ihrem Amt bestätigt.
Im Europäischen Parlament ist sie seit ihrer Wahl ordentliches Mitglied im Ausschuss für bürgerliche Freiheiten, Justiz und Inneres (LIBE) und stellvertretendes Mitglied im Ausschuss für Beschäftigung und soziale Angelegenheiten (EMPL). Bei ihrer Wiederwahl im Jahre 2014 übernahm sie im LIBE-Ausschuss das Amt der Koordinatorin der S&D-Koordinatorin, in dem sie 2019 bestätigt wurde. Damit fungiert sie als Sprecherin ihrer Fraktion im Ausschuss.
Im LIBE-Ausschuss ist Sippel Verhandlungsführerin des Europäischen Parlaments für die Verordnungen über Privatsphäre und elektronische Kommunikation (e-Privacy), zum Zugriff auf elektronische Beweismittel (e-evidence) und für das Screening-Verfahren von Drittstaatsangehörigen an den Außengrenzen im Rahmen des Gemeinsamen Europäischen Asylsystems. Außerdem ist sie Mitglied der Schengen-Arbeitsgruppe im LIBE-Ausschuss. Auch die Achtung der Menschenrechte, der Demokratie und Rechtsstaatlichkeit sind wichtige Themen ihrer Ausschussarbeit.
In den Jahren 2017 bis 2018 war Birgit Sippel Mitglied im Sonderausschuss Terrorismus (TERR) und von 2020 bis 2022 stellvertretende Vorsitzende im Sonderausschuss zu künstlicher Intelligenz im digitalen Zeitalter (AIDA). Von 2012 bis 2013 war die Sozialdemokratin außerdem als stellvertretendes Mitglied im Sonderausschuss für organisierte Kriminalität, Korruption und Geldwäsche (CRIM) und ist seit 2022 stellvertretendes Mitglied im Untersuchungsausschuss zum Einsatz von Pegasus und ähnlicher Überwachungs- und Spähsoftware.
In ihrer ersten Legislaturperiode (2009 bis 2014) war Sippel Mitglied der Delegation für die Beziehungen zu den Ländern Südasiens und stellvertretendes Mitglied der Delegationen für die Beziehungen zum Irak und zu Kanada. Seit 2014 ist sie Mitglied der Delegation für die Beziehungen zu den Maschrik-Ländern (Ägypten, Jordanien, Libanon, Syrien). Außerdem ist sie stellvertretendes Mitglied in der Delegation für die Beziehungen zu den Maghreb-Ländern und der Union des Arabischen Maghreb (Algerien, Mauretanien, Marokko, Libyen und Tunesien).

## Mitgliedschaften und Ehrenämter
- Schirmherrin bei Fair Trials International[8]
- Mitglied der IG Metall (seit 1983)[9]
- Mitglied der Arbeiterwohlfahrt (AWO)
- Mitglied der Europa-Union Parlamentariergruppe im Europäischen Parlament[10]
- Mitglied des Deutschen Alpenvereins
- Mitglied des Sozialverband VdK Deutschland[11]
- Mitglied der Neuen Arbeit Arnsberg (NAA)
- Mitglied der Willi-Eichler-Akademie e. V.